# Zoniopoda juncorum
Zoniopoda juncorum är en insektsart som beskrevs av Berg, C. 1887. Zoniopoda juncorum ingår i släktet Zoniopoda och familjen Romaleidae. Inga underarter finns listade i Catalogue of Life.